# Шакен (Кызылординская область)
Шакен (каз. Шәкен) — село в Казалинском районе Кызылординской области Казахстана. Административный центр Шакенского сельского округа. Код КАТО — 434465100.

## Население
В 1999 году население села составляло 416 человек (221 мужчина и 195 женщин). По данным переписи 2009 года, в селе проживало 298 человек (160 мужчин и 138 женщин).